# Martina Edoff
Martina Birgitta Jenny Edoff, född 20 april 1968 i Motala kommun, Östergötland, är en svensk artist och sångerska. 

## Biografi
Edoff var sommaren 2004 ersättare för Jill Johnson och Charlotte Perrelli i Robert Wells show Rhapsody in Rock; hon medverkade i showen vid ett tillfälle, som "hemlig gästartist" i Umeå 8 juli 2004. Edoff medverkade i julmusikalen "White Christmas" den 6–17 december 2005 på Scandia Infra City i Upplands Väsby.
Tidigare har hon turnerat med bland andra Dr Alban och E-type samt samarbetat med artister som Ulf Lundell, Wilmer-X och Ace of Base. 
Martina Edoff medverkade säsongen 2003–2004 i dokusåpan Fame Factory. Hon var med och grundade och frontade  i The Poodles i början på 2000-talet. År 2014 släpptes albumdebuterade hon med det självbetitlade Martina Edoff. Året därefter släpptes uppföljaren Unity varpå en Nordamerikaturné följde i september–oktober 2015. 
Hon supportade Tarja Turunen på Estadio Malvinas i Buenos Aires, Argentina i november 2015.

## Diskografi

### Album
- 2014 – Martina Edoff
- 2015 – Unity
- 2017 – We Will Align

### Singlar
- 2003 – "Fame Factory Vol. 6 (One More Time)"
- 2004 – "Fame Factory Vol. 7 (Standing In The Light)"
- 2004 – "Fame Factory Vol. 8 (Can't Stop The Rain)"
- 2010 – "Tear Apart"
- 2014 – "Seduce Your Mind"
- 2014 – "Before I Die"
- 2015 – "The World Has Gone Mad"

### Andra album
- 2005 – Novak – Forever Endeavour (spår 5: "Another Woman")